# Irwinia coronata
Irwinia es un género monotípico de plantas fanerógamas perteneciente a la familia de las asteráceas. Su única especie, Irwinia coronata, es originaria del Brasil, donde se encuentra en la Caatinga y el Cerrado en Bahia.

## Taxonomía
Irwinia coronata fue descrita por Graziela Maciel Barroso y publicado en Rodriguesia; Revista do Instituto de Biologia Vegetal, Jardim Botanico e Estaçao Biológica do Itatiaya 32(54): 11. 1980.